# José López Varela
José López Varela fue un político y maestro español, diputado en Cortes durante la Segunda República.

## Biografía
Maestro de profesión, y miembro del Partido Radical, fue elegido diputado en las Cortes republicanas en las elecciones de 1931 y en las de 1933 por la circunscripción electoral de Pontevedra. En octubre de 1931, en los debates previos de la Constitución de 1931, se manifestó partidario de la educación laica y del divorcio; votó en contra del sufragio femenino. En mayo de 1935 criticó en Cortes el proyecto de Ley de Prensa defendido por la CEDA elaborado originalmente por el ministro radical Eloy Vaquero señalando que causaría un «enorme daño».
Fue miembro de la masonería.